# مقاطعة خوموتوف
مقاطعة خوموتوف (بالتشيكية: Okres Chomutov)‏ هي مقاطعة (أوكريس) في إقليم أوستي ناد لابم في جمهورية التشيك.
عاصمة هذه المقاطعة هي مدينة خوموتوف.

## اقرأ أيضاً
- مقاطعات جمهورية التشيك